# Meriel Lucas

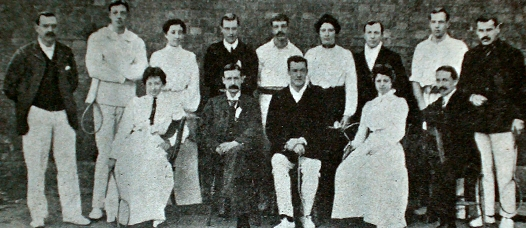
Muriel Lucas (stehend, 4. v.r.)

Emily Muriel Lucas, auch Meriel Lucas (* im vierten Quartal 1877 in Teignmouth; † 1962 in Newton Abbot, verheiratete Adams) war eine englische Badmintonspielerin.

## Karriere
Lucas gehörte zu den bedeutendsten Badmintonspielerinnen aus der Anfangszeit des Badmintonsports zu Beginn des 20. Jahrhunderts. Sie gewann mehrfach die All England, die Irish Open und die Scottish Open.
1998 wurde sie in die Badminton Hall of Fame aufgenommen.

## Sportliche Erfolge
| Saison | Veranstaltung                              | Disziplin   | Platz | Name                                |
| ------ | ------------------------------------------ | ----------- | ----- | ----------------------------------- |
| 1899   | All England                                | Damendoppel | 1     | Muriel Lucas / Mary Violet Graeme   |
| 1900   | All England                                | Damendoppel | 1     | Muriel Lucas / Mary Violet Graeme   |
| 1900   | All England                                | Mixed       | 2     | H. L. Mellersh / Muriel Lucas       |
| 1901   | All England                                | Damendoppel | 2     | Muriel Lucas / Mary Violet Graeme   |
| 1902   | All England                                | Damendoppel | 1     | Ethel B. Thomson / Muriel Lucas     |
| 1902   | All England                                | Dameneinzel | 1     | Muriel Lucas                        |
| 1903   | Irish Open                                 | Damendoppel | 1     | M. Lucas / Mabel Hardy              |
| 1904   | All England                                | Damendoppel | 1     | Ethel B. Thomson / Muriel Lucas     |
| 1904   | All England                                | Mixed       | 2     | Albert Davis Prebble / Muriel Lucas |
| 1904   | Irish Open                                 | Damendoppel | 1     | Meriel Lucas / E. Thomson           |
| 1905   | All England                                | Damendoppel | 1     | Ethel B. Thomson / Muriel Lucas     |
| 1905   | Middlesex Championships                    | Damendoppel | 1     | Ethel B. Thomson / Muriel Lucas     |
| 1905   | Irish Open                                 | Damendoppel | 1     | Muriel Lucas / Ethel B. Thomson     |
| 1906   | All England                                | Damendoppel | 1     | Ethel B. Thomson / Muriel Lucas     |
| 1907   | All England                                | Damendoppel | 1     | G. L. Murray / Muriel Lucas         |
| 1908   | Scottish Open                              | Mixed       | 1     | Frank Chesterton / Muriel Lucas     |
| 1908   | Scottish Open                              | Damendoppel | 1     | Muriel Lucas / G. L. Murray         |
| 1908   | Irish Open                                 | Mixed       | 1     | Blayney Hamilton / Muriel Lucas     |
| 1908   | Irish Open                                 | Damendoppel | 1     | Muriel Lucas / Margaret Larminie    |
| 1908   | All England                                | Damendoppel | 1     | G. L. Murray / Muriel Lucas         |
| 1908   | All England                                | Mixed       | 1     | Norman Wood / Muriel Lucas          |
| 1909   | All England                                | Mixed       | 2     | Frank Chesterton / Muriel Lucas     |
| 1909   | Schottland: Internationale Meisterschaften | Damendoppel | 1     | Muriel Lucas / G. L. Murray         |
| 1909   | All England                                | Damendoppel | 1     | G. L. Murray / Muriel Lucas         |
| 1910   | All England                                | Damendoppel | 1     | Mary K. Bateman / Muriel Lucas      |
| 1910   | All England                                | Mixed       | 2     | Frank Chesterton / Muriel Lucas     |
| 1910   | All England                                | Dameneinzel | 1     | Muriel Lucas                        |
| 1910   | Schottland: Internationale Meisterschaften | Damendoppel | 1     | Muriel Lucas / G. L. Murray         |